# Sisley Volley
Maillots
La Sisley Volley est un ancien club italien de volley-ball, fondé en 1987 à Trévise (Vénétie), transféré en 2011 à Belluno et disparu en 2012.

## Historique
- 1988 : le club accède à la Serie A1

## Palmarès
- Ligue des champions (4)
  - Vainqueur : 1995, 1999, 2000, 2006
  - Finaliste : 2001
- Challenge Cup  (4)
  - Vainqueur : 1991, 1993, 1998, 2003
- Coupe de la CEV (2)
  - Vainqueur : 1994, 2011
  - Finaliste : 1990
- Supercoupe d'Europe (2)
  - Vainqueur : 1994, 1999
  - Perdant : 1995, 2000
- Championnat d'Italie (9)
  - Champion : 1994, 1996, 1998, 1999, 2001, 2003, 2004, 2005, 2007
  - Finaliste : 1995, 1997, 2002, 2006
- Coppa Italia (5)
  - Vainqueur : 1993, 2000, 2004, 2005, 2007
  - Perdant : 1989, 1995, 1996, 1999, 2001, 2003
- Supercoupe d'Italie (7)
  - Vainqueur : 1998, 2000, 2001, 2003, 2004, 2005, 2007
  - Perdant : 1997, 1999

## Effectif de la saison en cours
Entraîneur :  Roberto Piazza ; entraîneur-adjoint :  Tomaso Totolo
| No | Nom               | Date de naissance | Taille | Poids | Nationalité       | Poste                   |
| -- | ----------------- | ----------------- | ------ | ----- | ----------------- | ----------------------- |
| 1  | Nimir Adbelaziz   | 5 février 1992    | 201    | 90    | Pays-Bas          | Passeur                 |
| 2  | Dávid Szabó       | 13 janvier 1990   | 202    | 85    | Hongrie           | Attaquant               |
| 3  | Alessandro Fei    | 29 novembre 1978  | 204    | 94    | Italie            | Attaquant               |
| 4  | Robert Horstink   | 26 décembre 1981  | 201    | 90    | Pays-Bas          | Réceptionneur-attaquant |
| 6  | Ludovico Dolfo    | 30 juin 1989      | 195    | 89    | Italie            | Réceptionneur-attaquant |
| 7  | Alessandro Farina | 16 mai 1976       | 182    | 80    | Italie            | Libero                  |
| 8  | Emanuel Kohút     | 21 juillet 1982   | 205    | 99    | Slovaquie         | Central                 |
| 10 | Giulio Sabbi      | 10 août 1989      | 201    | 90    | Italie            | Attaquant               |
| 11 | Giorgio De Togni  | 7 juillet 1985    | 202    |       | Italie            | Central                 |
| 12 | Rob Bontje        | 12 mai 1981       | 206    |       | Pays-Bas          | Central                 |
| 15 | Gabriele Maruotti | 25 mars 1988      | 196    | 90    | Italie            | Réceptionneur-attaquant |
| 16 | Federico Vanin    | 4 juillet 1989    | 185    | 85    | Italie            | Libero                  |
| 17 | Ricardo Garcia    | 19 novembre 1975  | 186    | 89    | Brésil            | Passeur                 |
| 18 | Juan Josè Cuda    | 23 juin 1987      | 200    | 89    | Italie/ Argentine | Réceptionneur-attaquant |

## Joueurs majeurs

### Du monde entier
- Lorenzo Bernardi
- Peter Blangè
- Cristian Casoli
- Alberto Cisolla
- Stanislav Dineikine
- Gustavo Endres
- Alessandro Fei
- Dmitry Fomin
- Andrea Gardini
- Pasquale Gravina
- Benght Gustavsson
- Kim Ho Chul
- Samuele Papi
- Luca Tencati
- Valerio Vermiglio
- Ron Zwerver
- / Juan Josè Cuda

### Les Français et Trévise
- Bertrand Carletti
- Pierre Pujol
- Guillaume Samica

## Entraîneurs
- 1987-1988 :  Vittorino Marangon
- 1988-1989 :  Nerio Zanetti
- 1989-1990 :  Paulo Sevciuc
- 1990-mars 1991 :  Anders Kristiansson
- Mars 1991-1996 :  Gian Paolo Montali
- 1996-Févr. 1998 :  Kim Ho-chul
- Févr. 1998-2000 :  Daniele Bagnoli
- 2000-2001 :  Raul Lozano
- 2001-2007 :  Daniele Bagnoli
- 2007-nov. 2008 :  Renan Dal Zotto
- Nov. 2008-2009 :  Francesco Dall'Olio
- 2009-2012 :  Roberto Piazza